# Path of Exile
Path of Exile è un Action RPG online, con un'ambientazione dark fantasy. È stato sviluppato dall'azienda neozelandese Grinding Gear Games, ed è un videogioco free to play, supportato da "microtransazioni etiche". Il 23 gennaio 2013 fu aperta la fase di Open Beta,, raggiungendo i 2 milioni di iscritti a marzo. Il 23 ottobre 2013 il gioco è stato pubblicato definitivamente, anche su Steam. Nel 18 gennaio 2017 è stato annunciato la pubblicazione del gioco per Xbox One, assieme all'aggiornamento 3.0.0.

## Modalità di gioco
Il giocatore controlla un personaggio che esplora un mondo chiamato Wraeclast. Questo percorre caverne, prigioni e grandi spazi aperti combattendo mostri e realizzando gli obiettivi che i vari personaggi non giocanti gli assegnano per guadagnare punti esperienza e trovare nuovi equipaggiamenti. Ogni personaggio possiede una certa quantità di punti vita e di mana (utilizzato per le varie abilità), oltre che un livello che può arrivare fino a 100.
Il gioco è diviso in tre difficoltà (normal, cruel e merciless), ognuna delle quali divisa in quattro atti. Finita una difficoltà, il giocatore ricomincia il gioco nella difficoltà successiva. Dopo l'aggiornamento 3.0.0 previsto per luglio 2017, il gioco sarà diviso in dieci atti e le difficoltà verranno rimosse.
Tutte le aree al di fuori degli accampamenti centrali e del Rifugio personale sono generate casualmente, per poter essere sempre diverse. Sebbene tutti i giocatori si trovino in un solo server, in ognuna di queste aree possono accedere fino a sei giocatori. Alcune mappe sono accessibili solo in difficoltà merciless.

### Equipaggiamento
Gli equipaggiamenti che il giocatore trova sono anch'essi generati casualmente e possono presentare diverse proprietà magiche. Inoltre alcuni tipi presentano un certo numero di incavi per le gemme, ed anche un certo numero di collegamenti tra essi. Gli equipaggiamenti sono divisi per rarità: quelli normali, caratterizzati dal nome in bianco, non presentano nessuna proprietà magica, sono i più comuni. Quelli magici, col nome in blu ne hanno una o due. Quelli rari, col nome in giallo, hanno da tre a sei proprietà magiche. Infine quelli unici, col nome in arancio, sono i più rari e hanno proprietà magiche fisse che spesso non possono essere presenti in altri oggetti.

### Gioielli
L'espansione The Awakening ha introdotto in Path of Exile i gioielli, che sono oggetti inseribili negli incavi presenti nell'Albero delle Abilità. Come l'equipaggiamento, anche i gioielli sono generati casualmente e hanno diversi livelli di rarità, tuttavia gioielli di rarità normale non esistono in natura, ma si possono ottenere solo modificando le proprietà del gioiello con un particolare orb. Alcuni gioielli unici ricoprono un'area all'interno del quale ha effetto una specifica caratteristica a seconda del gioiello.

### Classi
Ogni personaggio può essere scelto tra 7 differenti classi: Marauder, Duelist, Ranger, Shadow, Witch, Templar e Scion. Quest'ultima può essere utilizzata solo dopo averla liberata approssimativamente verso la fine del terzo atto di gioco. Ogni classe si basa su uno, due o tre dei tre principali attributi (Intelligenza, Forza o Destrezza), sebbene la struttura dell'albero delle abilità non precluda altre scelte. Con l'espansione Ascendancy, ogni classe può essere ulteriormente specializzata con le classi minori dette ascendenti.
Ogni giocatore può creare fino a ventiquattro personaggi con il gioco base, di più grazie alle microtransazioni.

### Abilità attive e gemme
Le abilità attive con cui i personaggi combattono vengono assegnate per mezzo di gemme che devono essere posizionate negli incavi presenti nell'equipaggiamento. Queste gemme possono sia essere lasciate a terra da nemici sconfitti sia essere ottenute come ricompensa per la realizzazione di qualche obiettivo. Come il personaggio stesso, le gemme acquisiscono esperienza e salgono di livello se equipaggiate, per la maggior parte fino a un massimo di venti. Le gemme si dividono in tre tipi, ognuna basata su uno o più degli attributi principali.
Queste abilità possono essere modificate o potenziate attraverso l'uso di un altro tipo di gemme, chiamate gemme di supporto. Per poter essere applicate alle abilità attive, queste gemme devono essere posizionate nello stesso oggetto in un incavo collegato a quello dell'abilità. Più collegamenti ci sono tra gli incavi, quindi, più gemme di supporto è possibile utilizzare per una singola abilità, fino a un massimo di cinque.
Dopo l'uscita dell'espansione Sacrifice of the Vaal quasi tutte le gemme attive presentano una corrispondente gemma Vaal, che consiste in una versione migliorata della gemma, utilizzabile solo dopo aver ucciso un dato numero di mostri a seconda della gemma.

### Abilità passive e albero delle abilità
Tutte le classi condividono lo stesso albero delle abilità con più di 1300 scelte possibili. A seconda della classe scelta il giocatore parte da un certo punto dell'albero, e seguendo i vari collegamenti, può spendere i propri punti abilità che guadagna salendo di livello o completando certi obiettivi. Le scelte che il giocatore compie possono contribuire a aumentare gli attributi, la vita, il mana, il danno del proprio personaggio o tramutarne completamente le caratteristiche, grazie alle keystones, abilità passive maggiori posizionate in punti strategici dell'albero.

### Valuta e orbs
A differenza di altri giochi, in Path of Exile non esiste una singola valuta usata per gli scambi tra giocatori. A prenderne il posto sono gli orbs, oggetti che il giocatore trova durante l'esplorazione del mondo, e che possono essere utilizzati per modificare gli equipaggiamenti. Per esempio, ci sono orbs che modificano il numero o il colore o i collegamenti degli incavi, o ci sono orbs che trasformano oggetti normali in oggetti magici o oggetti rari. Gli orbs non sono usati solamente per commerciare, ma possono quindi essere usati per cercare di creare un oggetto di cui il giocatore ha bisogno. Questo fa sì che ogni Lega abbia un'economia a sé stante, che varia a seconda di quanto i giocatori ritengano utili certi orbs a differenza di altri. Per esempio, nelle leghe permanenti, a differenza di quelle temporanee, l'economia è stagnante e le valute tendono a rimanere salde, mentre nelle leghe temporanee si può osservare un aumento dei prezzi costante con il passare dei giorni dall'inizio della lega stessa.

### Mappe
Durante gli ultimi atti dell'ultima difficoltà, possono essere trovati alcuni oggetti speciali, le mappe. Queste sono oggetti che possono essere utilizzati per aprire nuove aree del gioco, per combattere con mostri di livello più alto. Sono pensate per offrire una nuova modalità di gioco ai personaggi che abbiano completato tutti gli atti di tutte le difficoltà.
Le mappe possono, come gli equipaggiamenti, essere normali, magiche, rare o uniche. Le proprietà magiche delle mappe le rendono più difficili (per esempio aumentando il danno o la vita dei mostri), ma aumentano la possibilità di trovare oggetti, quindi anche di trovare ulteriori mappe al fine di continuare a giocare in aree di livello alto.
Ogni mappa è utilizzabile una singola volta e apre una singola area. Il livello dei mostri presenti va da un minimo di 68 a un massimo di 84.
Con l'uscita dell'espansione Atlas of Worlds il sistema delle mappe è stato accresciuto, racchiudendo tutte le mappe in un atlante e aggiungendo obbiettivi inerenti a esse.

### Leghe
Il gioco può essere giocato in modalità diverse: al momento della creazione del personaggio il giocatore deve scegliere in che lega farlo partecipare. Le due leghe principali (e permanenti) sono la standard league e la hardcore league. La standard league è la lega di default: i personaggi che muoiono non vengono persi e rimangono sempre nella stessa lega. La hardcore league è una lega dove è prevista una singola "vita": i personaggi che muoiono qui, infatti, non possono più essere giocati nella lega e vengono spostati nella standard league.
Oltre a queste due, sono spesso presenti due leghe temporanee (una di tipo standard e una di tipo hardcore), della durate di qualche mese, che solitamente presentano delle aggiunte particolari alla modalità di gioco rispetto alle leghe principali. Alla loro fine, i personaggi vengono spostati nelle due leghe principali. La durata di queste leghe non è mai la stessa, variando da uno fino a quattro mesi.
Le leghe temporanee correnti sono la Delirium League e la Hardcore Delirium League.

### Race
Oltre alle modalità di gioco tradizionali per un Action RPG, in Path of Exile sono presenti alcuni eventi competitivi, chiamati race, dalla durata di pochi minuti fino a un mese. In questi, l'obiettivo di ogni giocatore è raggiungere il livello massimo possibile nel tempo stabilito, partendo da zero.
Le race sono raggruppate in stagioni che possono durare qualche mese. In ogni race il giocatore può guadagnare dei punti, calcolati in base al livello raggiunto e alla posizione in classifica. Questi punti permettono di ottenere alcuni oggetti, già presenti in gioco, ma con un design differente.

## Espansioni
La Grinding Gear Games ha distribuito cinque espansioni dopo l'uscita del gioco, e annunciato la sesta prevista per luglio 2017. Ogni espansione aggiunge contenuti diversi e sono tutte interamente gratuite.

### Sacrifice of the Vaal
Sacrifice of the Vaal è la prima espansione di Path of Exile, annunciata il 14 febbraio 2014 e pubblicata il 5 marzo 2014, con la patch 1.1.0. Il contenuto di questa espansione si basa sul ritorno di Atziri, Regina dei Vaal e delle sue creature, disseminate in aree corrotte nelle terre di Wraeclast. I cambiamenti da attribuire all'espansione sono l'aggiunta di:
- Un nuovo boss, Regina Atziri
- Le aree corrotte
- Le gemme Vaal
- La Vaal Orb
- L'Arena di Sarn e nuove opzioni PvP
- Diversi oggetti unici

### Forsaken Masters
Forsaken Masters è la seconda espansione del gioco, annunciata il 31 luglio 2014 e pubblicata il 20 agosto 2014, con la patch 1.2.0. Questa espansione ha distribuito contenuti in relazione ai Maestri e ai Rifugi. I contenuti aggiunti sono:
- I Maestri, che possono assegnare missioni al giocatore e fornirlo di un rifugio diverso a seconda del Maestro in questione:
  - Le missioni dei maestri conferiscono reputazione
  - È possibile richiedere un rifugio a un maestro una volta raggiunto un certo livello di reputazione con esso
  - La possibilità di modificare l'equipaggiamento aggiungendovi proprietà magiche attraverso una Tavola di Costruzione donata dai vari Maestri
- Nuove gemme

### The Awakening
The Awakening è la terza espansione del gioco, annunciata il 10 aprile 2015, resa disponibile in versione beta il 21 aprile 2015 e in versione completa il 10 luglio 2015, con la patch 2.0.0. Questa espansione è stata la più grande per Path of Exile, aggiungendo il quarto atto della storia, i gioielli, le carte della divinazione, i filtri degli oggetti e la modalità Lockstep, che permette ai giocatori di avere meno problemi legati al lag. I contenuti aggiunti sono:
- il quarto atto, che include:
  - Quattordici nuove zone
  - Sei nuovi obbiettivi
  - Ventitré nuovi mostri unici
- I gioielli
- Le carte della divinazione
- Venti nuove gemme
- Oltre cento nuovi oggetti unici, gioielli compresi
- Venti nuove mappe
- La possibilità di cambiare il filtro degli oggetti

### Ascendancy
Ascendancy è la quarta espansione del gioco, annunciata il 20 novembre 2015 e distribuita il 4 marzo 2016, con la patch 2.2.0. Questa espansione ha introdotto le classi ascendenti, con contenuti relativi a esse. I contenuti aggiunti sono:
- Le classi ascendenti
  - Duelist (Slayer, Gladiator, Champion)
  - Shadow (Assassin, Saboteur, Trickster)
  - Marauder (Juggernaut, Berserker, Chieftain)
  - Witch (Necromancer, Elementalist, Occultist)
  - Ranger (Deadeye, Raider, Pathfinder)
  - Templar (Inquisitor, Hierophant, Guardian)
  - Scion (Ascendant)
- Oltre 30 oggetti unici
- Una nuova mappa
- Sette nuove gemme
- Il Labirinto la Prova di Ascendenza

### Atlas of Worlds
Atlas of Worlds è la quinta espansione del gioco, annunciata il 12 agosto 2016 e pubblicata il 2 settembre 2016, con la patch 2.4.0. Questa espansione si è concentrata sul miglioramento dell'esperienza dei giocatori nella fase finale dello sviluppo dei loro personaggi, in particolare riguardo alle mappe. I contenuti aggiunti sono:
- Le Profezie e delle meccaniche relative a esse
- Le Essenze e delle meccaniche relative a esse
- L'Atlante dei Mondi, che include:
  - Trenta nuove mappe
  - Un nuovo boss, Shaper, con relativo obbiettivo

### The Fall of Oriath
The Fall of Oriath è la sesta espansione del gioco, annunciata il 15 febbraio 2017. L'uscita è prevista per luglio 2017, dopo un periodo di beta testing che avrà inizio il 7 giugno 2017, con la patch 3.0.0. Questa sarà la più grande espansione, introducendo ben sei atti, il sistema del Pantheon, che consentirà un'ulteriore personalizzazione del personaggio, ma soprattutto il porting del gioco su Xbox One. I contenuti dell'espansione non sono ancora ben noti, quelli certi sono l'aggiunta di:
- Il sistema del Pantheon
- Sei nuovi atti, portando il totale a dieci
- Molti nuovi oggetti unici
- Nuove gemme

## Riconoscimenti
- Gioco dell'anno per PC 2013 - GameSpot[21]
- Miglior gioco RPG per PC 2013 - IGN[22]